# آبیاری حصیری
آبیاری حصیری (به انگلیسی: Mat Irrigation) روشی از آبیاری گیاهان عمدتاً گلخانه ای (به انگلیسی: GreenHouse) می‌باشد. در این روش آبیاری رطوبت سطحی ایجاد شده، توسط خاک بستر گیاه جذب می‌شود.

## اجزا
در روش آبیاری حصیری، از گلدان‌هایی با منفذ یا منافذی در کف گلدان، یک بستر حصیری مویرگی (به انگلیسی: Capillary Mat) جاذب آب، نازل برای اتصال به منبع آب و لوله‌های قطره ای استفاده می‌شود.

## روش کار
در این روش آبیاری لوله‌های آبیاری که بالای سطح بستر حصیری قرار می‌گیرند، آب را به صورت قطره ای و مستمر بر سطح بستر حصیری می‌ریزند و در حصیر رطوبت دائمی ایجاد می‌شود. این رطوبت از طریق منفذ زیر گلدان گیاه جذب می‌شود و نهایتاً به ریشه گیاه می‌رسد. رطوبت کاهش یافته از خاک گیاه به دنبال تبخیر و جذب گیاه، از رطوبت حصیر آبیاری، جذب و جایگزین می‌شود.

## مزایا
در این روش یک رطوبت همیشگی و یکنواخت در خاک گیاه ایجاد می‌شود و کم بود آب یا سر ریز آب پیش نمی‌آید و به دلیل مستمر بودن روند آبیاری فراموشی یا تعویق در آبیاری ایجاد نمی‌شود.